# MBC 뉴스데스크 목포·전남
《MBC 뉴스데스크 목포·전남》은 목포MBC TV에서 매주 월요일부터 목요일 오후 8시 30분, 금요일, 일요일 오후 8시 10분에 방송 중인 전남 지역 메인 뉴스 프로그램이다.

## 개요
목포MBC 뉴스데스크로 읽는다.

## 앵커
| 대수 | 앵커   | 앵커   | 진행 기간                   | 비고        |
| 대수 | 남성   | 여성   | 진행 기간                   | 비고        |
| ---- | ------ | ------ | --------------------------- | ----------- |
| 1대  | 김양훈 | 염지혜 | 2013년 일자 미상 ~ 일자미상 |             |
| 2대  | 김양훈 | 홍영훈 | 일자미상 ~ 일지마상         |             |
| 3대  | 임사랑 | 빈칸   | 일자미상 ~ 현재             | [ 1 ] [ 2 ] |

## 경쟁 프로그램
- KBS 뉴스 9 광주·전남 (KBS 광주 1TV)
- kbc 8 뉴스 (kbc TV)